# Slaves Shall Serve
Slaves Shall Serve — музичний альбом гурту Behemoth. Виданий 20 жовтня 2005 року лейблом Regain Records. Загальна тривалість композицій становить 26:42. Альбом відносять до напрямку дез-метал.

## Список пісень
1. «Slaves Shall Serve» — 3:05
2. «Entering the Pylon ov Light» — 3:42
3. «Penetration» (кавер The Nefilim) — 3:10
4. «Until You Call on the Dark» (кавер Danzig) — 4:26
5. «Demigod» (живий запис) — 3:22
6. «Slaves Shall Serve» (живий запис) — 3:27
7. «Slaves Shall Serve» (Teledysk) — 3:05
8. «Slaves Shall Serve» (Teledysk w wersji ocenzurowanej) — 3:05